# 75 (numero)
Settantacinque (cf. latino septuaginta quinque, greco πέντε καὶ ἑβδομήκοντα) è il numero naturale dopo il 74 e prima del 76.

## Proprietà matematiche
- È un numero dispari.
- È un numero composto, con i seguenti divisori: 1, 3, 5, 15 e 25, 75. Poiché la somma dei divisori (escluso il numero stesso) è 49 < 75, è un numero difettivo.
- È un numero piramidale pentagonale e un numero ennagonale.
- È un numero di Keith nella base 10.
- È un numero colombiano nel sistema numerico decimale.
- È un numero di Friedman in numeri romani in due modi differenti, LXXV = (L * XV)/X = XV * (L/X).
- È parte delle terne pitagoriche (21, 72, 75), (40, 75, 85), (45, 60, 75), (75, 100, 125), (75, 180, 195), (75, 308, 317), (75, 560, 565), (75, 936, 939), (75, 2812, 2813).
- È pari alla somma di 7 numeri primi consecutivi a partire dal 3 (3+5+7+11+13+17+19).
- È un numero fortunato.
- È un numero malvagio.

## Astronomia
- 75D/Kohoutek è una cometa periodica del sistema solare.
- 75 Eurydike è un asteroide della fascia principale del sistema solare.
- NGC 75 è una galassia lenticolare della costellazione dei Pesci.

## Astronautica
- Cosmos 75 è un satellite artificiale russo.

## Chimica
- È il numero atomico del Renio (Re).